# 穴棲黃鱔
穴棲黃鱔為輻鰭魚綱合鰓目合鰓魚科的其中一種，被IUCN列為瀕危保育類動物，分布於亞洲印度喀拉拉邦的淡水流域，體長可達23公分，棲息在沼澤區、池塘、稻田。